# Antoni Rewera
Antoni Rewera (ur. 6 stycznia 1869 we wsi Samborzec w powiecie sandomierskim, zm. 1 października 1942 w obozie koncentracyjnym w Dachau) – polski duchowny katolicki, prałat, męczennik, błogosławiony Kościoła katolickiego.

## Życiorys
Syn Wawrzyńca i Rozalii z domu Sapielak. W Sandomierzu ukończył szkołę średnią, a następnie 1 czerwca 1884 wstąpił tam do Wyższego Seminarium Duchownego. Tytuł magistra teologii uzyskał 18 czerwca 1893 w Akademii Duchownej w Petersburgu.
Po otrzymaniu święceń kapłańskich (2 lipca 1893) pracował jako profesor, wychowawca i wicedyrektor w Seminarium Duchownym w Sandomierzu, następnie jako duszpasterz, proboszcz parafii pw. św. Józefa w Sandomierzu. Pełnił obowiązki archidiakona,  prałata domowego papieża Benedykta XV, dyrektora (w Sandomierzu) i delegata do rady głównej III Zakonu św. Franciszka, kanonika honorowego, następnie gremialnego, prałata honorowego i w końcu dziekana Kapituły Katedralnej.
Pozostały o nim wspomnienia jako o kapłanie wielkiej wiary, dobroci i gorliwości duszpasterskiej. Był też wielkim społecznikiem. Jego umiłowanie cnót św. Franciszka z Asyżu zaowocowało założeniem Zgromadzenia Córek św. Franciszka Serafickiego.

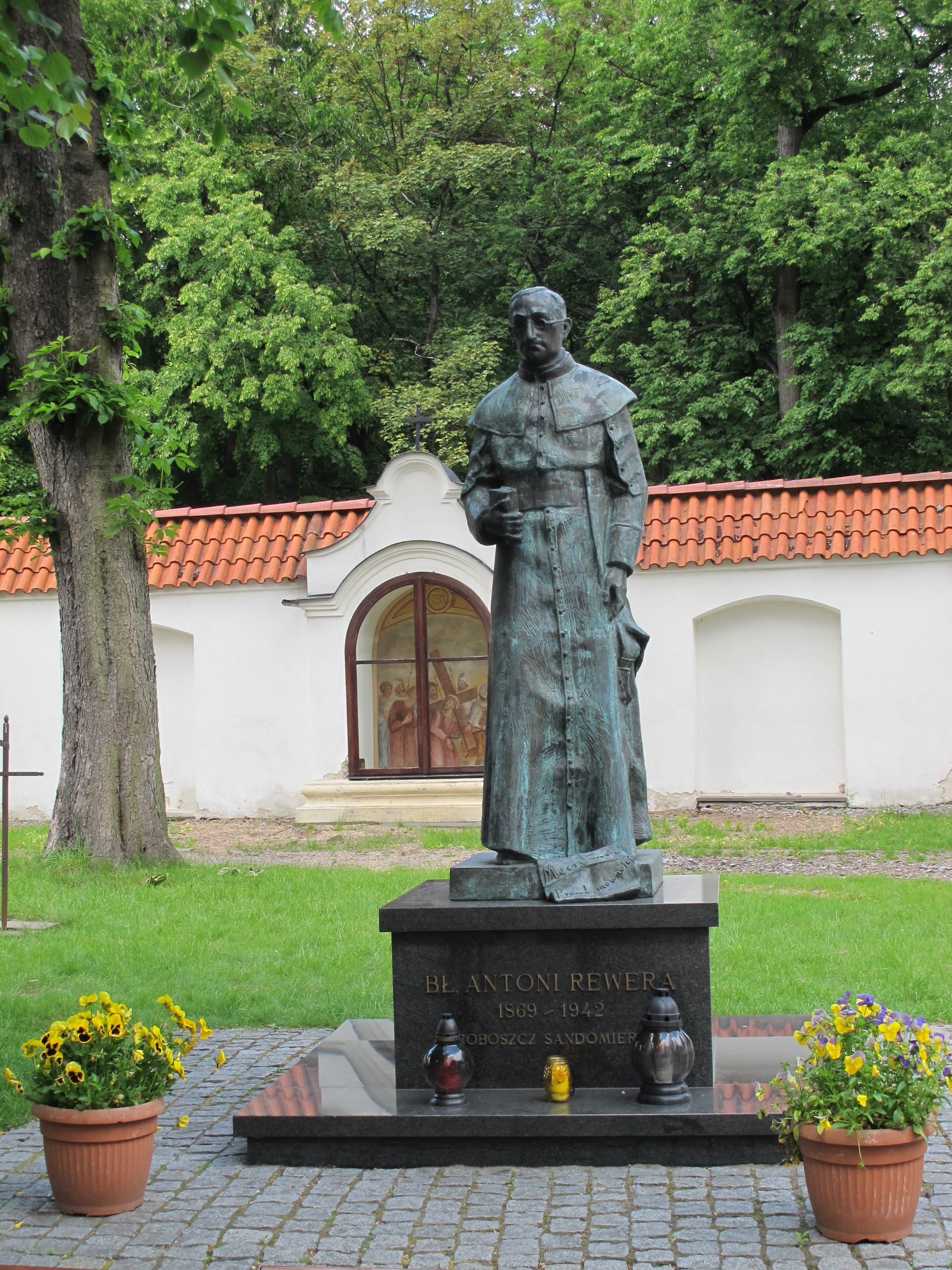
Pomnik Antoniego Rewery w Sandomierzu (rzeźbiarz Karol Badyna)

16 marca 1942 został aresztowany przez gestapo. W czasie przesłuchań przyznał się do czytania podziemnej prasy. „Przecież nie mogłem kłamać” – wyjaśnił współwięźniom. Ponieważ nie chciał wydać od kogo dostawał nielegalne gazety (nawet za cenę zwolnienia z aresztu) – został skierowany do  niemieckiego hitlerowskiego obozu koncentracyjnego Auschwitz-Birkenau, a następnie Dachau. Tam po doświadczeniu cierpień i upokorzeń, które znosił w duchu wiary i pokory – zmarł z wycieńczenia dnia 1 października 1942.

## Beatyfikacja
Beatyfikowany 13 czerwca 1999 w Warszawie przez papieża Jana Pawła II, należy do grona 108 polskich męczenników z czasów II wojny światowej.